# Pikes Peak International Hill Climb

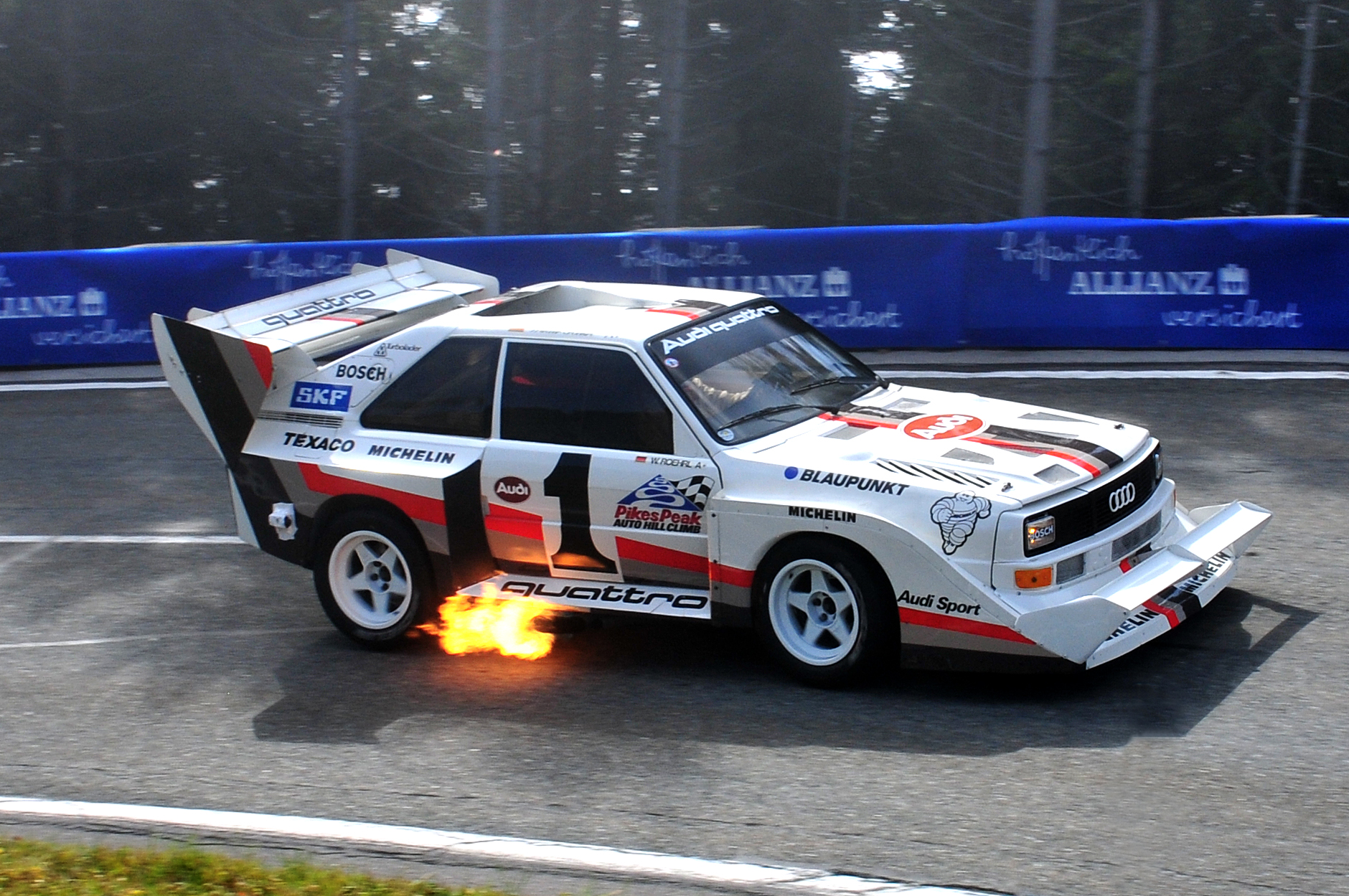
Audi Sport Quattro S1 Pikes Peak

Маршрут Pikes Peak

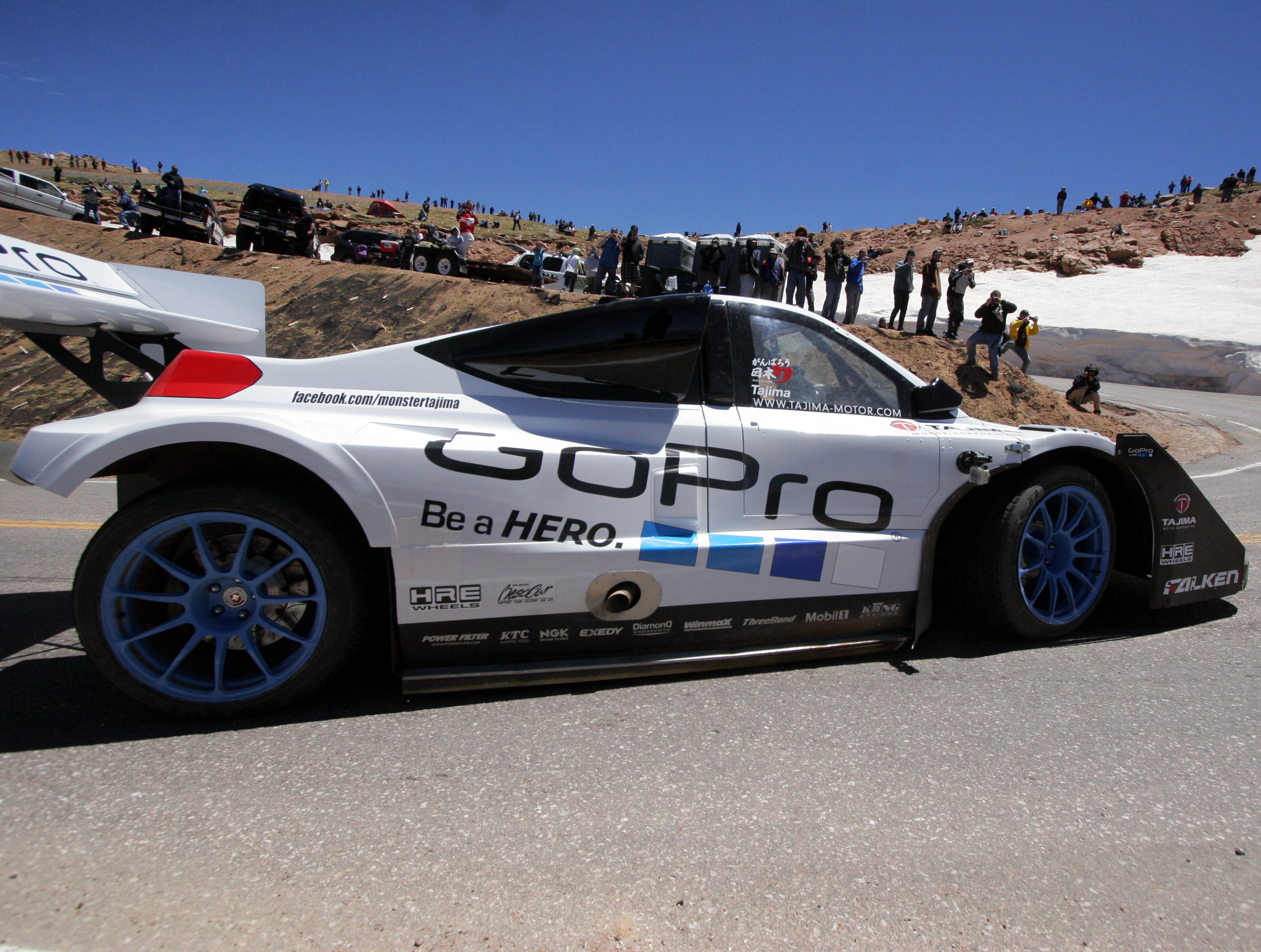
Suzuki SX4 Нобухиро Таджимы во время его рекордного заезда в 2011 году

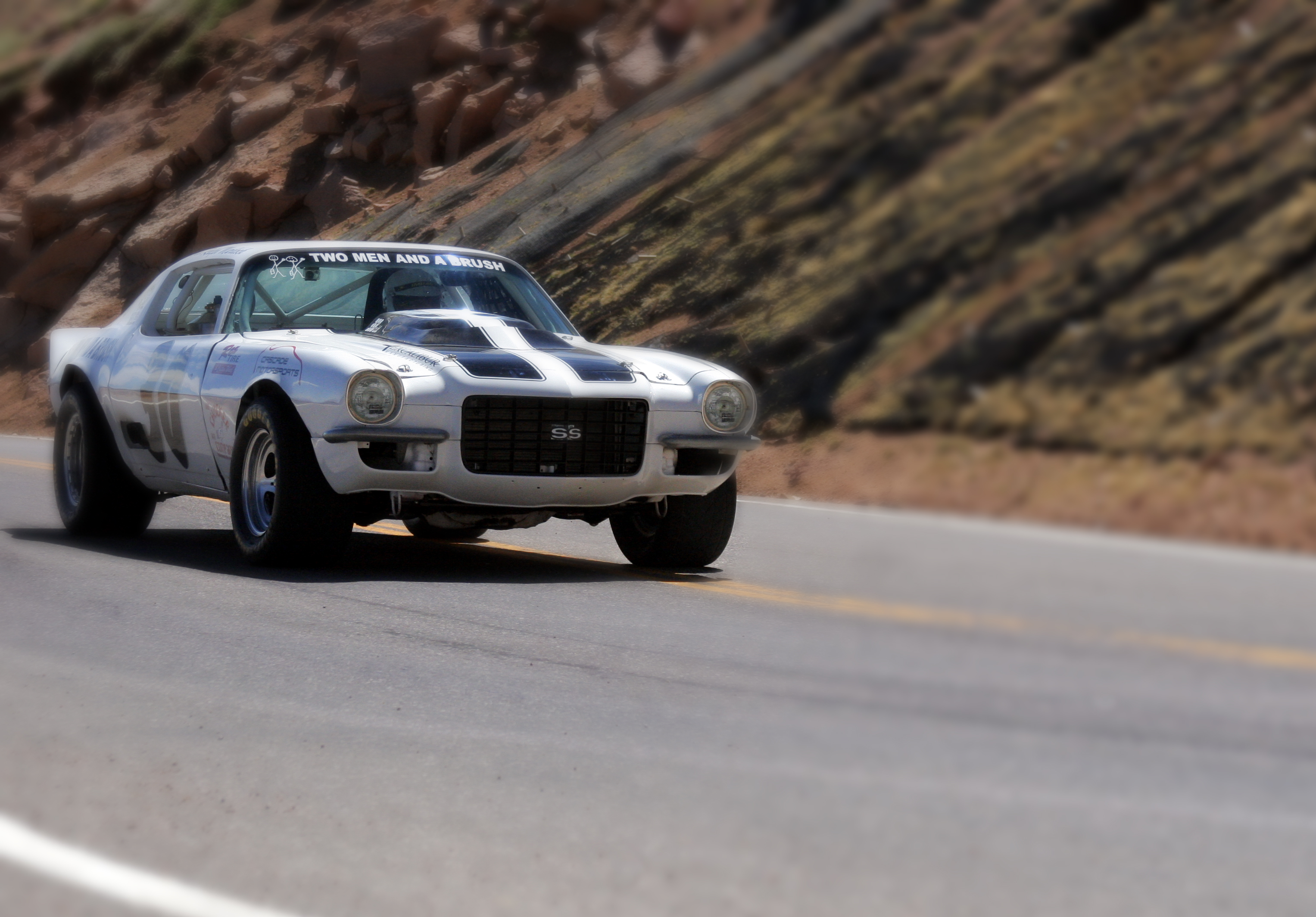
Ральф Мердок (Ralph Murdock) устанавливает рекорд со временем 12:51,004 для класса модифицированных старинных автомобилей (RMVR modified) на Chevrolet Camaro 1970 года

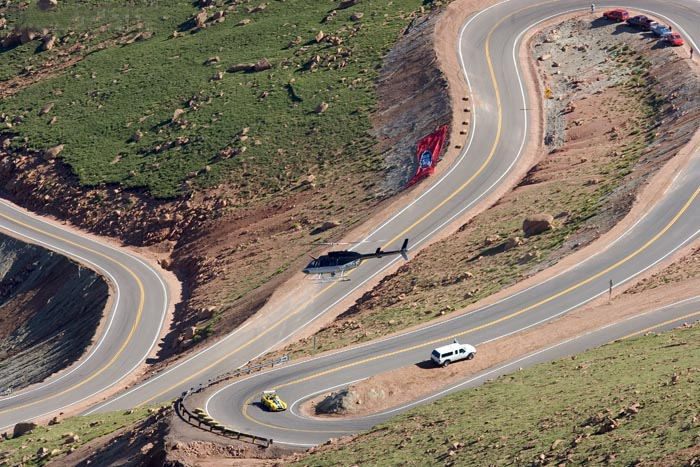
Ранди Шранц (Randy Schranz) на 85-й «Гонке в облаках», 2007.

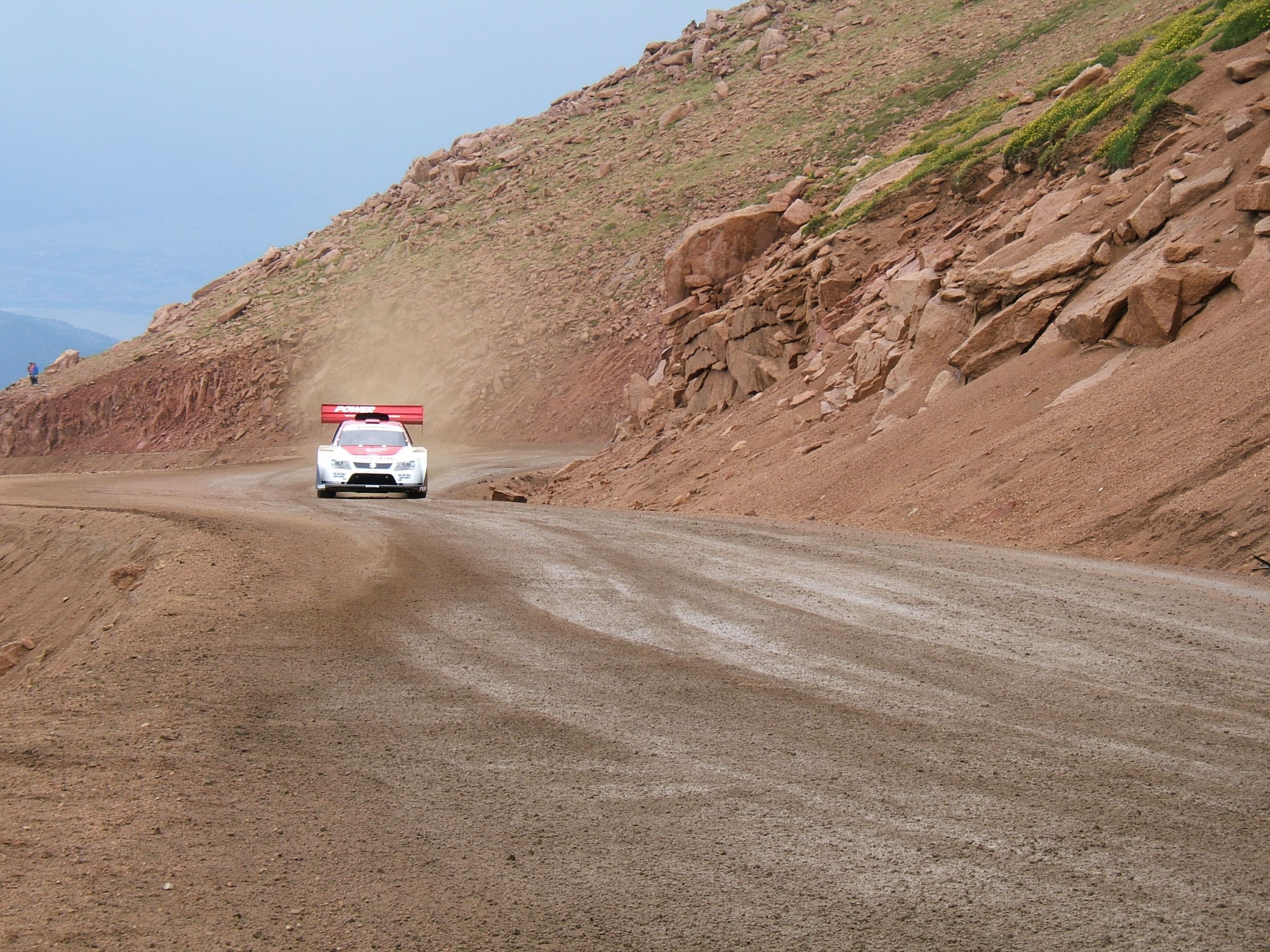
Suzuki Grand Vitara в 2006 году на «Гонке в облаках»

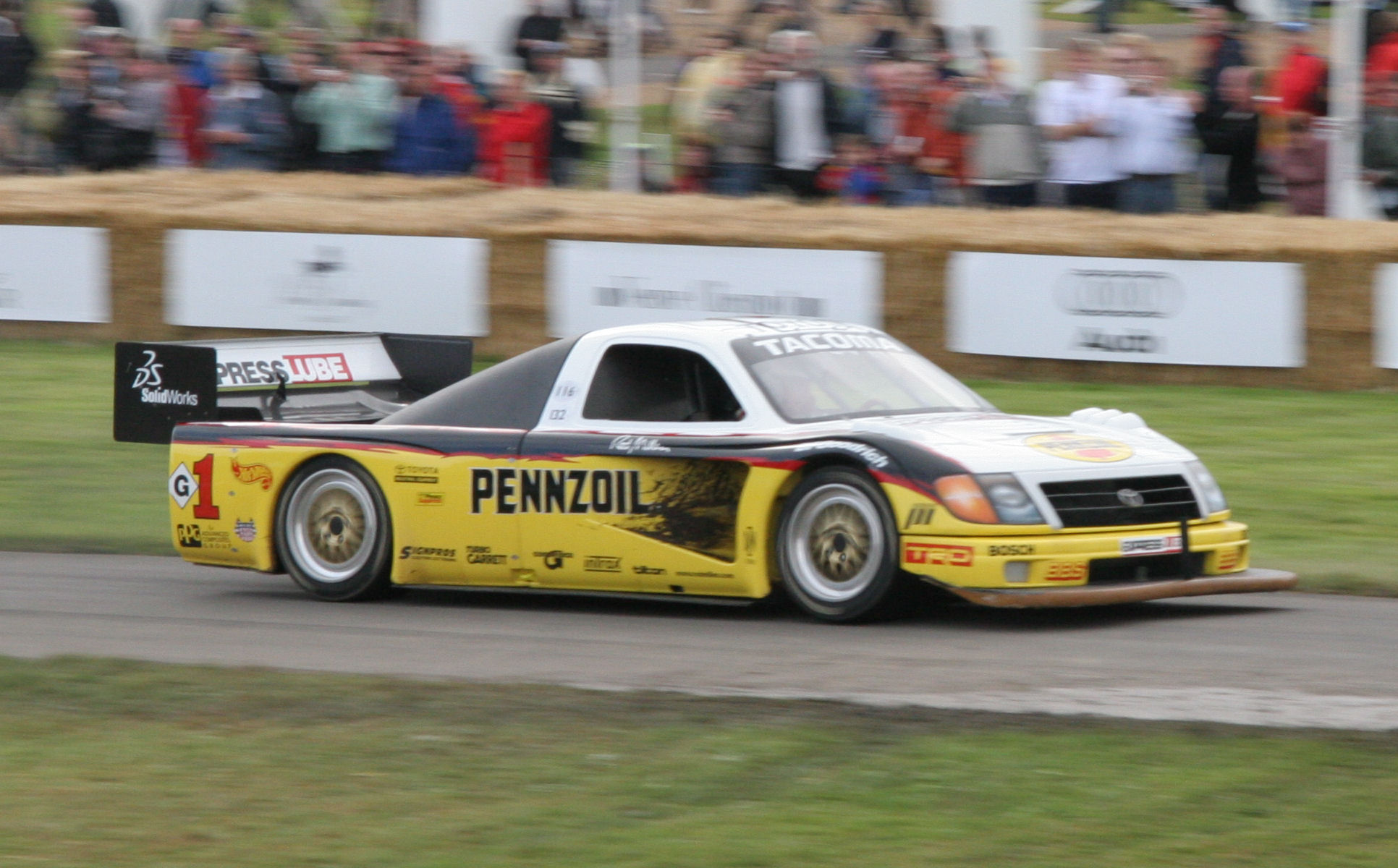
Pikes Peak Toyota Tacoma

Pikes Peak International Hill Climb (PPIHC) — ежегодные международные авто-мото соревнования по подъёму на холм, проходящие на горе Пайкс-Пик в штате Колорадо, они имеют ещё второе, неофициальное название «Гонка в облака» (Race to the Clouds). Длина дистанции, которую преодолевают пилоты, составляет 19,99 км (12,42 мили). Старт располагается на высоте 2 862 метра над уровнем моря, у Седьмой Мили шоссе Пайкс-Пик (Pikes Peak Highway), а финиш — на высоте 4 301 метр над уровнем моря. Извилистая горная трасса со средним уклоном 7 % имеет 156 поворотов, а перепад высот между стартом и финишем составляет 1 439 метров. До 2011 года включительно покрытие трассы было смешанным — часть участков была заасфальтирована, другая их часть оставалась гравийной. Гонка включена в Календарь Международных событий Международной автомобильной федерации. Первые состязания состоялись в 1916 году, и в настоящее время в соревнованиях участвуют различные классы автомобилей, мотоциклов, грузовиков и квадроциклов. В среднем число участников колеблется около цифры 150.

## История
Первая гонка по подъёму на Пайкс-Пик была организована Спенсером Пенроузом (Spencer Penrose). Он расширил узкую дорогу для гужевого транспорта, превратив её в «Шоссе Пайкс-Пик» (Pikes Peak Highway). В целях промоушена своего нового сооружения он и организовал гонку в облаках.
Наиболее старый класс автомобилей, который принимает участие в соревнованиях с самого 1916 года — это класс Открытые колеса. В этом классе победителями хилклаймбинга на Пайкс-Пик были такие известные гонщики, как Марио Андретти, Эл Ансер, Бобби Ансер и Робби Ансер. Робби Ансер — обладатель абсолютного рекорда гонки в этом классе (10 минут 05,85 секунды), который он установил в 1994 году. Первым участником соревнований, поднявшимся на гору на серийном автомобиле (Stock Car) был Майк Сэнборн-младший (Mike Sanborn Jr.) на Oldsmobile Toronado. Абсолютным рекордсменом трассы (на 2011 год) считается японец Нобухиро Таджима по прозвищу «Монстр» (Monster). Он в гонке 26 июня 2011 года, выступая на Suzuki SX4 Hill Climb Special со среднерасположенным 910-сильным (662 кВт) двигателем, впервые в истории гонки выехал из 10 минут, показав время 9 минут 51,278 секунды. Время рекордсмена первой гонки Ри Ленца (Rea Lentz) в 1916 году было 20 минут 55,40 секунды. Рекорд Риса Миллена 2012 года в 9 минут 46,164 секунд был побит Себастьеном Лёбом 30 июня 2013 года, закончившим гонку с результатом 8 минут 13,878 секунд (первый результат быстрее 9 минут).
Популяризации гонки в мире способствовал выпущенный в 1989 году короткометражный фильм, снятый французским режиссёром Жаном-Луи Мюреем (Jean-Louis Mourey) о событиях гонки 1988 года. Фильм, названный «Танец Восхождения», освещал победный заезд финского чемпиона Чемпионата Мира по ралли Ари Ватанена, установившего тогда абсолютный рекорд гонки на Peugeot 405 T16 с турбонаддувом.
Гонка Пайкс-Пик 2011 года была последней, когда на трассе чередовались асфальтированные участки с отрезками гравийной дороги. Экологическая организация Sierra Club в судебном порядке заставила власти города Колорадо-Спрингс заасфальтировать дорогу. Причиной иска Sierra Club послужил гравий, который ежегодно смывался и сбрасывался с дороги и по мнению экологов загрязнял воду и повреждал растения. Работы по асфальтированию были завершены к октябрю 2011 года.
На соревнованиях 2013 года впервые в истории электромотоцикл Lightning Motorcycles под управлением Карлина Данна (Carlin Dunne) пришел к финишу за 10 минут 0.694 секунд, обойдя всех своих газотурбинных соперников.

## Рекорды на настоящее время
- 1994: Класс Открытые колеса. 10:05,85. Робби Ансер на шасси ADT/Speedway 1993 года с двигателем Chevrolet.
- 2002: Класс Трехосные седельные тягачи. 13:57,83. Брюс Канепа на Kenworth 1999 года.
- 2006: Класс Двухосные седельные тягачи. 12:43,67. Майк Райан.
- 2006: Класс Пикапы. 14:32,97. Чарльз МакДауэл на Ford F150 2006 года.
- 2007: Класс Мини Спринт. 11:37,62. Тодд Кук на Wells TCE Coyote 2000 года.
- 2008: Класс Time Attack с полным приводом. 11:48,434. Дэйв Керн (пилот) и Эллисон Керн (штурман) на Mitsubishi Lancer Evo IX.
- 2011: Класс старинные автомобили (RMVR). 12:44,126. Кейт Дэвидсон на Ford Falcon 1963 года.
- 2011: Класс старинные автомобили модифицированные (RMVR модифицированные). 12:51,004. Ральф Мердок на Chevrolet Camaro 1970 года.
- 2011: Класс Time Attack 2WD. 11:04,912.
- 2011: Класс Unlimited (смешанная трасса) 9:51,278. Набухиро Таджимо на Suzuki SX4 Hill Climb Special
- 2011: Класс Супер серийные автомобили. 10:55,603. Клинт Вашхольц на Ford Mustang 2006 года.
- 2013: Класс Unlimited. 8:13,878 (абсолютный рекорд прохождения трассы). Себастье́н Лёб на Peugeot 208 T16 Pikes Peak.
- 2013: Класс спортивных внедорожников. 12:35,61 Paul Dallenbach на Range Rover Sport с восьмицилиндровым бензиновым двигателем объемом 5 литров и мощностью 510 л.с
- 2016: Класс серийных электрокаров. 11:48,26 Блейк Фуллер на Tesla Model S P90D.[2]
- 2018: Класс электрических автомобилей (абсолютный рекорд) Ромен Дюма  на Volkswagen I.D. R Pikes Peak - 7.54,148

## Гоночные классы на настоящее время
Автомобили и грузовики
- Unlimited — «Дозволено все» Любое технически исправное транспортное средство.
- Открытые колеса — Традиционный для Pikes Peak класс гоночных автомобилей. Они включают в себя все подобные автомобили — от машин в стиле Indy до багги.
- Мини Спринт — категория малых открытых колес. Эти автомобили меньше и легче, чем просто «Открытые колеса», и должны оснащаться двигателем рабочим объемом не более 3,6 литров без наддува.
- Супер серийные автомобили — обычные серийные автомобили, оснащенные трубчатым каркасом безопасности. Не старше 10 лет.
- Про трак — Специально подготовленные внедорожники SUV, оснащенные трубчатым каркасом безопасности.
- Pikes Peak открытые — автомобили и пикапы, внешне выглядящие серийными, в конструкцию которых были внесены некоторые изменения.
- Time Attack 4wd — конструкции, основанные на полноприводных автомобилях.
- Time Attack 2wd — конструкции основанные на автомобилях с 2 ведущими колесами.
- HPSS (High Performance Showroom Stock) — серийные транспортные средства с улучшенными характеристиками безопасности.
- Особые автомобили/грузовики- автомобили и грузовики, не вписывающиеся в стандартные категории. Часто в этот класс попадают транспортные средства, использующие альтернативные технологии и топлива.
- Старинные автомобили (RMVR)- новая категория.
- Старинные автомобили модифицированные (RMVR Modified)
- Электромобили

Мотоциклы и квадроциклы
- Мотоциклы 1200 CC
- Мотоциклы 750 CC
- Мотоциклы Супермото
- Мотоциклы и квадроциклы 500
- Мотоциклы 450 CC
- Мотоциклы 250 CC
- Мотоциклы и квадроциклы 450
- Старинные Мотоциклы
- Мотоциклы с коляской
- Особые Мотоциклы/квадроциклы